# National Rugby League 1998
La National Rugby League de 1998 fue la 91.ª edición del torneo de rugby league más importante de Australia y Nueva Zelanda.

## Formato
Los clubes se enfrentaron en una fase regular de todos contra todos, los diez equipos mejor ubicados al terminar esta fase clasificaron a la postemporada.
Se otorgaron 2 puntos por el triunfo, 1 por el empate y ninguno por la derrota.

## Desarrollo

### Tabla de posiciones
| Pos. | Equipo                        | Encuentros | Encuentros | Encuentros | Encuentros | Tantos | Tantos | Tantos | Puntos |
| Pos. | Equipo                        | PJ         | PG         | PE         | PP         | F      | C      | Dif    | Puntos |
| ---- | ----------------------------- | ---------- | ---------- | ---------- | ---------- | ------ | ------ | ------ | ------ |
| 1    | Brisbane Broncos              | 24         | 18         | 1          | 5          | 688    | 310    | +378   | 37     |
| 2    | Newcastle Knights             | 24         | 18         | 1          | 5          | 562    | 381    | +181   | 37     |
| 3    | Melbourne Storm               | 24         | 17         | 1          | 6          | 546    | 372    | +174   | 35     |
| 4    | Parramatta Eels               | 24         | 17         | 1          | 6          | 468    | 349    | +119   | 35     |
| 5    | North Sydney Bears            | 24         | 17         | 0          | 7          | 663    | 367    | +296   | 34     |
| 6    | Sydney City Roosters          | 24         | 16         | 0          | 8          | 680    | 383    | +297   | 32     |
| 7    | Canberra Raiders              | 24         | 15         | 0          | 9          | 564    | 429    | +135   | 30     |
| 8    | St. George Dragons            | 24         | 13         | 1          | 10         | 486    | 490    | -4     | 27     |
| 9    | Canterbury-Bankstown Bulldogs | 24         | 13         | 0          | 11         | 489    | 411    | +78    | 26     |
| 10   | Manly-Warringah Sea Eagles    | 24         | 13         | 0          | 11         | 503    | 473    | +30    | 26     |
| 11   | Cronulla-Sutherland Sharks    | 24         | 12         | 1          | 11         | 438    | 387    | +51    | 25     |
| 12   | Illawarra Steelers            | 24         | 11         | 1          | 12         | 476    | 539    | -63    | 23     |
| 13   | Balmain Tigers                | 24         | 9          | 1          | 14         | 381    | 463    | -82    | 19     |
| 14   | Penrith Panthers              | 24         | 8          | 2          | 14         | 525    | 580    | -55    | 18     |
| 15   | Auckland Warriors             | 24         | 9          | 0          | 15         | 417    | 518    | -101   | 18     |
| 16   | North Queensland Cowboys      | 24         | 9          | 0          | 15         | 361    | 556    | -195   | 18     |
| 17   | Adelaide Rams                 | 24         | 7          | 0          | 17         | 393    | 615    | -222   | 14     |
| 18   | South Sydney Rabbitohs        | 24         | 5          | 0          | 19         | 339    | 560    | -221   | 10     |
| 19   | Gold Coast Chargers           | 24         | 4          | 0          | 20         | 289    | 654    | -365   | 8      |
| 20   | Western Suburbs Magpies       | 24         | 4          | 0          | 20         | 371    | 802    | -431   | 8      |

|  | Postemporada. |

### Postemporada

#### Finales de clasificación
| 28 de agosto | Canberra Raiders | 17 - 4 | Manly-Warringah Sea Eagles |  |  |

| 29 de agosto | St. George Dragons | 12 - 20 | Canterbury-Bankstown Bulldogs |  |  |

| 29 de agosto | Parramatta Eels | 25 - 12 | North Sydney Bears |  |  |

| 30 de agosto | Melbourne Storm | 12 - 26 | Sydney Roosters |  |  |

#### Cuartos de final
| 4 de septiembre | North Sydney Bears | 2 - 23 | Canterbury-Bankstown Bulldogs |  |  |

| 4 de septiembre | Melbourne Storm | 24 - 10 | Canberra Raiders |  |  |

| 5 de septiembre | Newcastle Knights | 15 - 26 | Sydney Roosters |  |  |

| 6 de septiembre | Brisbane Broncos | 10 - 15 | Parramatta Eels |  |  |

#### Semifinal
| 12 de septiembre | Newcastle Knights | 16 - 28 | Canterbury-Bankstown Bulldogs |  |  |

| 13 de septiembre | Brisbane Broncos | 30 - 6 | Melbourne Storm |  |  |

#### Finales premilinares
| 19 de septiembre | Sydney Roosters | 18 - 46 | Brisbane Broncos |  |  |

| 20 de septiembre | Parramatta Eels | 20 - 32 | Canterbury-Bankstown Bulldogs |  |  |

#### Final
| 27 de septiembre | Brisbane Broncos | 38 - 12 | Canterbury-Bankstown Bulldogs | Estadio de Fútbol de Sídney, Sídney |  |
|                  |                  |         |                               | Asistencia: 40.857 espectadores     |  |

| Bandera de Australia     |
| Campeón Brisbane Broncos |
| Cuarto título            |